# Burchellia bubalina
Burchellia es un género monotípico de plantas con flores perteneciente a la familia Rubiaceae.  Su única especie:  Burchellia bubalina, es originaria de Sudáfrica.

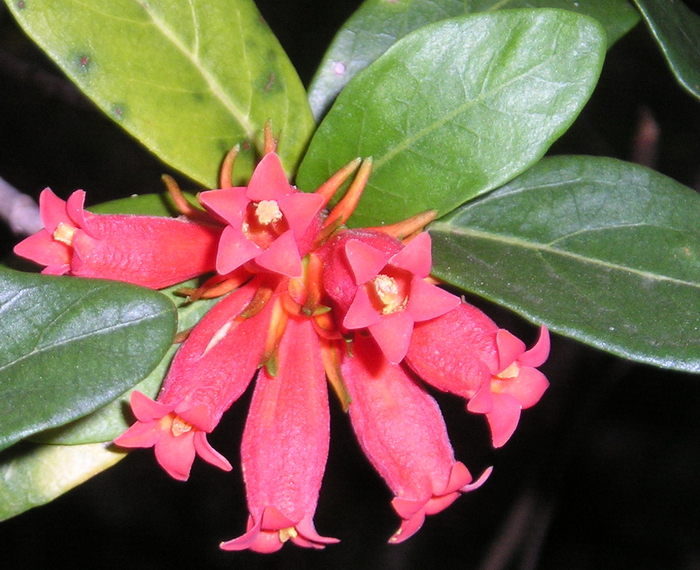
Detalle de las flores

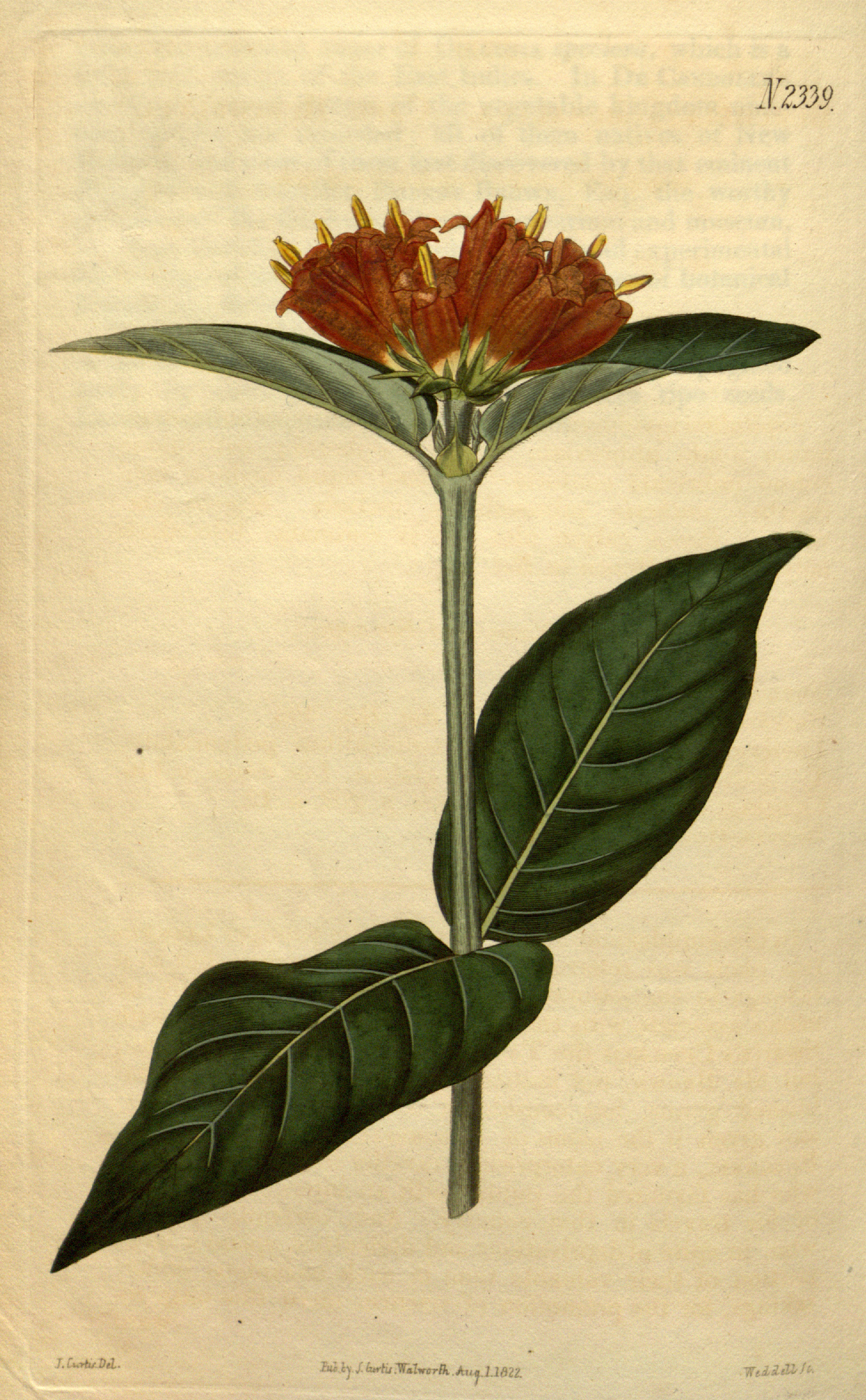
Ilustración

## Descripción
Es un árbol que alcanza un tamaño de 4 a 5 metros de altura, Con las ramas opuestas, erecto, con hojas de pecíolos cortos, ovales, agudas, subcordadas, suaves de 6 a 10 cm de largo,  en su mayoría subcordadas en la base, pilosas o pubescentes en el envés. Flores  de color rojo profundo.

## Taxonomía
Burchellia bubalina fue descrita por (L.f.) Sims y publicado en Bot. Mag. 49: t. 2339, en el año 1822.
Sinonimia
- Burchellia capensis R.Br.
- Burchellia capensis var. parviflora (Lindl.) Sond.
- Burchellia kraussii Hochst.
- Burchellia major Heynh.
- Burchellia parviflora Lindl.
- Burchellia speciosa Heynh.
- Canephora capitata Willd.
- Cephaelis bubalina (L.f.) Pers.
- Cinchona capensis Burm. ex DC.
- Genipa capensis (R.Br.) Baill.
- Lonicera bubalina L.f.[6]